# Thai Dai Van Nguyen
Thai Dai Van Nguyen est un joueur d'échecs tchèque né le 12 décembre 2001 à Prague.
Au 1er février 2021, il est le sixième joueur tchèque avec un classement Elo de 2 577 points.

## Biographie et carrière
Grand maître international depuis 2018 Thai Dai Van Nguyen a remporté le championnat d'Europe d'échecs de la jeunesse en 2019 dans la catégorie des moins de 18 ans avec 7,5 points marqués en 11 parties.
En 2019, il participa au championnat d'Europe d'échecs des nations au troisième échiquier de l'équipe tchèque qui finit dixième de la compétition.
Lors de la Coupe du monde d'échecs 2021, il battit le Hongrois Ádám Kozák au premier tour, puis perdit face au Russe Andreï Essipenko au deuxième tour.
| Année | Lieu   | Résultat      | Ultime adversaire | Adversaires battus |
| ----- | ------ | ------------- | ----------------- | ------------------ |
| 2021  | Sotchi | deuxième tour | Andreï Essipenko  | Ádám Kozák         |
| 2023  | Bakou  | deuxième tour | Aryan Tari        | Yuanchen Zhang     |

En 2025 il remporte le challenger du Tournoi de Wijk aan Zee, ce qui le qualifie pour le tournoi principal l'année suivante.

### Compétitions par équipe
Thai Dai Van Nguyen participe à deux Olympiades avec la République tchèque. Il obtient son meilleur résultat individuel en 2024 avec la médaille d'or au deuxième échiquier.